# Antra lyga
Antra lyga je tretji kakovostni razred klubskega nogometa v Litvi. Odvija se od leta 1991. Trenutno v ligi nastopa 20 ekip.

## Sodelujoči klubi v sezoni 2022

### Antra lyga 2022
| #   | Ekipa            | Komentar                          |
| --- | ---------------- | --------------------------------- |
| 1.  | Utenos Utenis    |                                   |
| 2.  | Saned            |                                   |
| 3.  | Šilutė           |                                   |
| 4.  | Transinvest      |                                   |
| 5.  | Kauno Žalgiris B | rezervno moštvo FK Kauno Žalgiris |
| 6.  | Sūduva B         | rezervno moštvo FK Sūduva         |
| 7.  | Sveikata         |                                   |
| 8.  | Tauras           |                                   |
| 9.  | Viltis           |                                   |
| 10. | Ateitis          |                                   |
| 11. | Žalgiris C       |                                   |
| 12. | Nevėžis B        |                                   |
| 13. | Džiugas B        |                                   |
| 14. | Radviliškis      | udeleženec brez licence           |
| 15. | Dainava B        |                                   |
| 16. | Sūduva B         |                                   |

## Sodelujoči klubi v sezoni 2019
Viri:

### Južna cona
| #   | Ekipa            | Komentar                              |
| --- | ---------------- | ------------------------------------- |
| 1.  | Utenis           |                                       |
| 2.  | Šilas            |                                       |
| 3.  | Marijampolė City |                                       |
| 4.  | Panevėžys B      | rezervno moštvo FK Panevėžys          |
| 5.  | Kauno Žalgiris B | rezervno moštvo FK Kauno Žalgiris     |
| 6.  | Sūduva B         | rezervno moštvo FK Sūduva Marijampolė |
| 7.  | Sveikata         |                                       |
| 8.  | Tera             |                                       |
| 9.  | Viltis           | udeleženec brez licence               |
| 10. | Ateitis          | udeleženec brez licence               |
| 11. | Vidzgiris        | udeleženec brez licence               |
| 12. | Nevėžis B        | udeleženec brez licence               |
| 13. | Aukštaitija      | udeleženec brez licence               |

| #   | Ekipa            | Komentar                                                      |
| --- | ---------------- | ------------------------------------------------------------- |
| 1.  | Akmenės Cementas |                                                               |
| 2.  | Kelmės FK        | Drugo ime FK Kražantė Kelmė                                   |
| 3.  | FK Babrungas     |                                                               |
| 4.  | FK Šilutė        |                                                               |
| 5.  | Banga B          | rezervno moštvo FK Banga Gargždai                             |
| 6.  | Džiugas B        | rezervno moštvo FC Džiugas Telšiai                            |
| 7.  | Palanga B        | rezervno moštvo FK Palanga                                    |
| 8.  | Saned Joniškis   |                                                               |
| 9.  | FSK Radviliškis  | Drugo ime Radviliškio SC                                      |
| 10. | Atlantas B       | udeleženec brez licence; rezervno moštvo FK Atlantas Klaipėda |

## TV partnerji
- Delfi TV

## Povezave
- lietuvosfutbolas.lt
- Južno območje
- ZAHOD
- RSSSF, 2019